# Viguiera tenuis
Viguiera tenuis là một loài thực vật có hoa trong họ Cúc. Loài này được (Rose) A.Gray miêu tả khoa học đầu tiên năm 1887.